# Campoplex ater
Campoplex ater là một loài tò vò trong họ Ichneumonidae.